# Vixen (websérie animada)
Vixen é uma websérie de desenho animado estadunidense desenvolvida pelo escritor/produtor de Arrow e The Flash, Marc Guggenheim, e foi ao ar em 25 de Agosto de 2015 na plataforma de streaming on-line CW Seed da The CW. É baseada na personagem da DC Comics, Mari Jiwe McCabe / Vixen, uma super-heroína fantasiada com o poder de imitar as habilidades de qualquer animal que já viveu na Terra. Está situada no mesmo universo ficcional de Arrow, The Flash e Legends of Tomorrow. Em Janeiro de 2016, a série foi renovada para uma segunda temporada, com estreia em 13 de Outubro de 2016.

## Enredo
Depois que seus pais foram mortos na África pela corrupção local, Mari McCabe herda Tantu Totem de sua família, ganhando os poderes dos animais, utilizando-os para lutar como Vixen para parar ameaças como aquelas que reivindicou sua família.

## Elenco

### Principal
- Megalyn Echikunwoke[2] como Mari Jiwe McCabe / Vixen: Originária da África e órfã bem cedo, Mari herda o Tantu Totem de sua família, permitindo-lhe aceder aos poderes de animais.[1] Kimberly Brooks dá voz a jovem Mari.

### Recorrente
| - Neil Flynn como Chuck: Pai adotivo de Mari. - Sean Patrick Thomas como Professor Macalester: Um professor universitário empregado da Kuasa. - Anika Noni Rose como Kuasa: Uma mulher que procura obter Totem de Mari para si. - Carlos Valdés como Cisco Ramon: Um engenheiro mecânico da S.T.A.R. Labs que auxilia Barry Allen. - Grant Gustin como Barry Allen / Flash Um assistente de CSI para o Departamento de Polícia de Central City que tem super-velocidade - Stephen Amell como Oliver Queen / Arqueiro: Um ex-playboy bilionário que opera como um vigilante em Starling City. - Emily Bett Rickards como Felicity Smoak: Uma amiga e parceira de Oliver Queen. | - Hakeem Kae-Kazim como Eshu: Pessoa de Zambezi interessada em totens perdidos. - Katie Cassidy como Laurel Lance / Canário Negro: Uma procuradora-vigilante de Star City e membro da equipe de Oliver Queen. - Brandon Routh como Ray Palmer / Atom: Um cientista, inventor, empresário e CEO da Palmer Technologies que desenvolveu um poderoso traje que agora é capaz de encolher. |

### Convidado
| - Kari Wuhrer como Patty: Mãe adotiva de Mari. | - Franz Drameh como Jefferson Jackson / Nuclear: Um ex-atleta universitário que teve a carreira interrompida devido uma lesão, agora trabalha como mecânico de automóveis e é a metade do personagem Nuclear com Martin Stein. - Victor Garber como Martin Stein / Nuclear: Um fisicista nuclear com foco em transmutação, que também é a metade do personagem Nuclear com Jefferson Jackson. - Toks Olagundoye como Mãe da Mari, repórter de notícias. |

## Episódios

### 1.ª Temporada (2015)
| N.º na série | N.º na temp. | Título           | Dirigido por | Escrito por                                                     | Lançamento                            |
| --- | ------------ | ---------------- | ------------ | --------------------------------------------------------------- | ------------------------------------- |
| 1–6 | 1–6          | "Family Reunion" | James Tucker | Wendy Mericle, Keto Shimizu, Brian Ford Sullivan e Lauren Certo | 25 de agosto a 29 de setembro de 2015 |
| Quando Mari retorna a Detroit depois de procurar informações sobre seus pais biológicos, ela acaba na prisão por esfaquear um potencial empregador na mão com uma caneta. Seu pai adotivo, Chuck, paga sua fiança, e os dois são confrontados em um beco por alguns bandidos que procuram levar o Tantu Totem de Mari, que ela herdou de seus pais biológicos desde tenra idade. Mari usa os poderes do totem para derrotar os bandidos e, no dia seguinte, visita o professor Macalester na esperança de aprender mais sobre o totem e sua família. Em outros lugares, no S.T.A.R. Labs, Cisco toma conhecimento de Mari e seus poderes, e Barry Allen e Oliver Queen vão a Detroit para investigar. Em Detroit, Mari mostra os poderes do totem para Chuck, quando Barry e Oliver aparecem em sua casa. Convencida de que eles querem aprisioná-la, ela foge, com os dois heróis perseguindo. Finalmente, fazendo Mari parar, Flash e Arrow tentam convencê-la a deixá-los ajudá-la. Não confiando neles, Mari sai e volta ao professor Macalester na esperança de obter mais respostas. Sem o conhecimento de Mari, Macalester está trabalhando para Kuasa, que aparece procurando recuperar o totem. Incapaz de remover o totem do pescoço, Mari tenta escapar e é baleada pelos homens de Kuasa. Ela acorda em uma vila africana abandonada perto do rio Zambeze, onde Kuasa revela que é sua irmã mais velha e este é o seu local de nascimento, contando a história do totem e a destruição da vila. Kuasa revela que foi escolhida para proteger o totem e tenta romper o vínculo que tem com Mari. A tentativa falha e Mari foge, embora desmaie logo depois, permitindo que Kuasa reivindique o totem. Depois de chegarem, os espíritos animais do totem confrontam Mari, dizendo que ela é a verdadeira manejadora. Com o apoio deles, Mari retorna à vila e derrota Kuasa e seus seguidores, recuperando o totem. De volta a Detroit, Mari começa a combater o crime como a vigilante "Vixen", finalmente conhecendo seu propósito na vida, com Arrow e Flash prometendo oferecer assistência caso ela peça. |              |                  |              |                                                                 |                                       |

### 2.ª Temporada (2016)
| N.º na série | N.º na temp. | Título          | Dirigido por | Escrito por                                | Lançamento                             |
| --- | ------------ | --------------- | ------------ | ------------------------------------------ | -------------------------------------- |
| 7–12 | 1–6          | "Trial by Fire" | Curt Geda    | Lauren Certo, Nolan Dunbar e Sarah Tarkoff | 13 de outubro a 18 de novembro de 2016 |
| Meses depois de retornar a Detroit, Mari assiste a uma palestra de Macalester sobre os cinco totens do Zambeze, que concedem a seus usuários os poderes das forças elementares–ar, terra, água, fogo e espírito. Ele revela que o totem de fogo foi encontrado e estaria em exibição no Museu de Detroit. Mari confronta Macalester sobre sequestrá-la, e ele diz que seu Tantu Totem também é um dos totens perdidos do Zambeze, o totem dos espíritos. Mari recebe uma ligação da Cisco para ajudar Flash e Nuclear (Jefferson Jackson e Martin Stein) a derrotar o Mark Mardon (Mago do Tempo). Mari acaba no hospital depois de lutar contra o Mago do Tempo, e descobre que o totem de fogo e outras jóias foram roubadas do Museu de Detroit. Procurando a pessoa que realizou o assalto, ela finalmente descobre que Benatu Eshu roubou o totem de fogo, viajando do Zambeze para reivindicá-lo. Enquanto ela o confronta, Eshu afirma conhecer a mãe biológica de Mari. Os dois lutam, mas Eshu se mostra poderoso demais para Mari. Mari vai a Macalester para encontrar uma maneira de parar o totem de incêndio e sugere que eles visitem Kuasa. Encontrando-a em um hospital africano, Kuasa diz a eles que Eshu era um general que invadiu sua vila em busca da mãe de Kuasa e Mari e do Tantu Totem. Ela sugere que, para derrotar Eshu, eles precisam encontrar o totem da água, o que os leva a Star City. Quando eles encontram o totem da água, Kuasa cruza Mari e pega o totem para si mesma. Mari persegue e é capaz de conter Kuasa com a ajuda de Dinah Laurel Lance (Canário Negro) e Ray Palmer (Átomo). Felicity Smoak informa aos heróis que Eshu está furioso por Detroit, o que faz Mari, relutantemente, pedir a Kuasa que os ajude a derrotar Eshu. Os heróis viajam para Detroit para enfrentar Eshu, onde Macalester chama Mari e diz a ela que cada totem tem um núcleo que, se destruído, fará com que o totem perca seus poderes. Os heróis são rapidamente dominados e, apesar de seu uso do totem da água, Eshu mata Kuasa, deixando Mari a única que resta. Mari é capaz de subjugar Eshu debaixo d'água para enfraquecê-lo e pega o totem de fogo. Macalester chega para lhe dizer que, para romper os laços de Eshu com o totem, ele precisa ser esmagado por alguém com grande força. Mari convoca muitos espíritos do reino animal e é capaz de destruir o totem. Mais tarde, ela se junta a Oliver Queen (Arqueiro Verde), Flash, Canário Negro e Átomo em Coast City para assumir uma ameaça. |              |                 |              |                                            |                                        |

## Desenvolvimento
Em janeiro de 2015, The CW anunciou que um websérie de origem animada centrada em Vixen estaria estreando no CW Seed no outono de 2015. Ela será definida no mesmo universo das outras séries do canal, Arrow e The Flash. No total, os seis episódios irão abrangir uma história de 30 minutos. A série, descrita como uma "história de origem", é situada em Detroit, Michigan e "proeminentemente" apresenta personagens de Arrow e The Flash. Keto Shimizu e Brian Ford Sullivan, escritores de Arrow, também servem como escritores para Vixen. Ao adicionar Vixen ao universo estabelecido, Guggenheim disse, "um grande personagem de tal Vixen. Primeiro de tudo, ela representa magia, que é uma área que não temos explorado em qualquer um dos dois shows ainda. Uma coisa que estamos sempre dizendo é: 'The Flash é muito diferente de Arrow, Arrow é muito diferente de The Flash.' Se Arrow é crime e The Flash é ciência, Vixen tem um componente mágico grande." Guggenheim também falou sobre por que a série surgiu como animação, dizendo: "Uma das coisas que podemos fazer em animação é realmente empurrar o envelope de uma forma que não podemos em qualquer um dos dois shows. Então não há um valor de produção muito maior. Nós estamos aproveitando a forma animada." Blake Neely, compositor de Arrow e The Flash, compôs a música para Vixen junto com Nathaniel Blume.

## Home media
Em fevereiro de de 2017, a Warner Bros. anunciou Vixen: The Movie para lançamento em Blu-ray e DVD em 3 de março de 2017, e digital download em 8 de maio de 2017. O lançamento mostra uma combinação da primeira e da segunda temporada em uma história única, com 15 minutos de conteúdo inédito. Recursos de bônus do lançamento incluem dois episódios de Justice League Unlimited que são focados na Vixen e um novo featurette.

## Recepção
Jesse Schedeen, da IGN, deu a série um 7.3/10, elogiando as sequências de ação, a animação e o tom, dizendo que a série "encontra o seu nicho no Universo Flash/Arrow". Schedeen criticou o tempo de execução curto e a dublagem de alguns atores, sobretudo os de Stephen Amell, Grant Gustin e Carlos Valdés, dizendo "Há uma certa rigidez e até mesmo lentidão do Ollie de Stephen Amell, Barry de Grant Gustin e Cisco de Carlos Valdés que não está presente em live-action. Isto é especialmente evidente quando os personagens se lançam em brincadeiras espirituosas uns com os outros." Oliver Sava, do The A.V. Club, deu a série uma classificação "B+".

## Aparição em live-action
Guggenheim declarou que se a série fosse bem sucedida, uma série em live-action da personagem poderia ser possível. Echikunwoke apareceu como uma personagem em Arrow durante a quarta temporada, no episódio "Taken", no qual Mari ajuda Oliver Queen e sua equipe no regate de seu filho sequestrado. Depois da aparição de Vixen em Arrow, Pedowitz reiterou novamente que seria possível a personagem ter uma série spin-off própria, ou potencialmente se juntar como uma personagem em Legends of Tomorrow.
Era intenção inicial que Echikunwoke reprisasse seu papel em uma segunda temporada de Legends of Tomorrow, mas ela não estava disponível para fazer devido compromissos anteriores. Maisie Richardson-Sellers foi contratada para interpretar Amaya Jiwe, a avó de McCabe que também operou como Vixen.